# روبرت مارشال (لاعب بولينغ)
روبرت مارشال (بالإنجليزية: Robert Marshall)‏ هو لاعب بولينغ بريطاني، ولد في 1964.